# 和平之后堂 (科尔多瓦)
和平之后堂（西班牙语：Iglesia de Nuestra Señora de la Paz）又名圣巴西略堂（iglesia de San Basilio）是一座罗马天主教教堂，属于天主教科尔多瓦教区，位于西班牙科尔多瓦，建于1590年，由圣巴西略会修士建立，是原圣巴西略会修道院教堂。1846年，由于与科尔多瓦主教座堂之间距离较远而成立堂区。。
该堂有三个中殿，正祭台的祭坛画来自1868年关闭的圣嘉勒修道院（convento de Santa Clara）。
每年8月15日圣母升天节，该堂会举行宗教游行。
在教堂的转角处，有一尊圣辣法耳像（imagen de San Rafael）。